# SL Benfica (női csapat)
A Sport Lisboa e Benfica női labdarúgó szakosztálya, melynek székhelye Lisszabonban található.

## Klubtörténet
A portugál klubóriás 2017. december 12-én hozta létre a már hosszú évek óta tervezett női szakosztályát. Bemutatkozásuk a másodosztályban igazán impozánsra sikeredett és a tapasztalt, főként brazil játékosokkal teletűzdelt gárda 28–0-ra hengerelte le a UD Ponte de Frielast. Első szezonjukban 293–0-ás gólaránnyal, százszázalékos teljesítménnyel végeztek és a kupában kaptak először gólt a Marítimo elleni idegenbeli 5–1-es győzelem során.
Az élvonalban is gólzáporos, 24–0-ás győzelemmel rajtoltak és 12 812 néző előtt játszották le első lisszaboni csúcsrangadójukat a Sporting ellen, melyet 3–0 arányban nyertek meg. Bár a bajnoki küzdelmeket a koronavírus-járvány miatt félbeszakították, a klub az elkövetkezendő években dominált a hazai bajnokságban.

## Játékoskeret
2023. január 24-től
| #  |     | Poszt | Név               |
| -- | --- | ----- | ----------------- |
| 1  | USA | K     | Katelin Talbert   |
| 39 | POR | K     | Carolina Vilão    |
| 66 | POR | K     | Rute Costa        |
| 3  | POR | V     | Ana Seiça         |
| 4  | POR | V     | Sílvia Rebelo     |
| 13 | POR | V     | Lúcia Alves       |
| 14 | POR | V     | Carolina Correia  |
| 15 | POR | V     | Carole Costa      |
| 19 | POR | V     | Catarina Amado    |
| 71 | POR | V     | Daniela Silva     |
| 6  | POR | KP    | Andreia Faria     |
| 7  | BRA | KP    | Valéria Cantuário |
| 10 | BRA | KP    | Ana Vitória       |

| #  |     | Poszt | Név                |
| -- | --- | ----- | ------------------ |
| 16 | NGA | KP    | Christy Ucheibe    |
| 17 | POR | KP    | Andreia Norton     |
| 21 | ESP | KP    | Pauleta            |
| 22 | POR | KP    | Amélia Silva       |
| 23 | GER | KP    | Anna Gasper        |
| 8  | BRA | CS    | Marta Cintra       |
| 9  | BRA | CS    | Nycole Raysla      |
| 18 | POR | CS    | Francisca Nazareth |
| 20 | CAN | CS    | Cloé Lacasse       |
| 24 | POR | CS    | Lara Martins       |
| 29 | POR | CS    | Beatriz Nogueira   |
| 77 | POR | CS    | Jéssica Silva      |

### Kölcsönben
| #  |     | Poszt | Név                               |
| -- | --- | ----- | --------------------------------- |
| 11 | POR | KP    | Maria Negrão (a Famalicãónál)     |
| 33 | POR | CS    | Lara Pintassilgo (a Torreensénél) |

## Korábbi híres játékosok
| - Matilde Fidalgo - Raquel Infante - Jassie Vasconcelos - Carlyn Baldwin - Darlene - Dida - Geyse Ferreira - Letícia Izidoro - Rilany - Daiane Rodrigues - Tayla - Yasmim - Thembi Kgatlana - Cassandra Korhonen - Julia Spetsmark |

## Sikerek
- Portugál bajnok (5):
  - 2020–21, 2021–22, 2022/23, 2023/24, 2024/25
- Portugál kupagyőztes (3):
  - 2018–19
- Portugál szuperkupa (2):
  - 2019, 2022
- Portugál másodosztályú bajnok (1):
  - 2018–19